# Tredegar House
Tredegar House (en galés: Tŷ Tredegar) es una mansión de la época de Carlos II, del siglo XVII, situada en Coedkernew, en el extremo suroeste de Newport, en Gales. Durante más de quinientos años fue la residencia de los Morgan, más tarde señores de Tredegar; una de las familias más poderosas e influyentes de la zona. Descrita como "la casa de campo más grandiosa y exuberante de Monmouthshire" y una de las "casas sobresalientes del período de la Restauración en toda Gran Bretaña", la mansión se encuentra en un jardín reducido de 90 acres (0,4 km²) formando la parte no residencial de Tredegar Park. La propiedad se convirtió en un edificio catalogado de Grado I el 3 de marzo de 1952, y ha estado bajo el cuidado del National Trust desde marzo de 2012. El parque que rodea la casa está designado como de Grado II* en el Registro Cadw/ICOMOS de Parques y Jardines de Interés Histórico Especial en Gales

## Historia
La parte más antigua que se conserva del edificio data de finales del siglo XV. La casa fue originalmente construida en piedra y tenía estatus suficiente para albergar a Carlos I. Sin embargo, entre 1664 y 1672, William Morgan decidió reconstruir la casa a mayor escala con ladrillo rojo, en ese momento un material de construcción raro en Gales. El arquitecto de la casa ampliada no se conoce con certeza, pero Newman sigue la sugerencia de Howard Colvin de que el diseño fue de Roger y William Hurlbutt, quienes habían trabajado en un estilo similar en Ragley Hall y el castillo de Warwick. El historiador de la arquitectura Peter Smith, en su obra Houses of the Welsh Countryside, llamó a Tredegar, "la casa de ladrillo más espléndida del siglo XVII en Gales". En su publicación de 1882, el historiador local Octavius Morgan proporciona un plano de un intrincado laberinto de jardín que estaba en su lugar antes de las mejoras de la década de 1660 y que probablemente data de la época de la reina Isabel I.
El nombre de Tredegar proviene de Tredegar Fawr, el nombre de la mansión o sede de los antiguos Morgan, que descendían de Cadifor el Grande, hijo de Collwyn; y los propietarios de la tierra sobre la que se encuentra Tredegar. El registro más antiguo de alguien con el nombre de Morgan viviendo en Tredegar es de 1402: un tal Llewellyn Ap Morgan. Tredegar House, ubicada en 90 acres que permanecen ajardinados con fines ornamentales, con menos agricultura que en siglos anteriores, es la mejor casa de la época de la Restauración en Gales y durante más de quinientos años la propiedad (incluido el castillo de Ruperra) fue la residencia de la familia Morgan, más tarde señores de Tredegar; una de las familias más poderosas e influyentes de la zona. Después de 1951, la casa fue comprada por la Iglesia Católica como una escuela de convento con internos, más tarde la Escuela Católica Romana de San José. Fue comprada por el Newport Corporation Council en 1974, lo que dio lugar a su estado como la casa del consejo más grande de Gran Bretaña.
En diciembre de 2011, el National Trust firmó un acuerdo con el Ayuntamiento de Newport para hacerse cargo de la gestión del edificio, así como de los 90 acres de jardines y parques, en un contrato de arrendamiento de 50 años a partir de 2012. El national Trust afirmó que Tredegar House era de "gran importancia" ya que muchas propiedades similares se habían perdido en los últimos 100 años. El National Trust proporciona acceso libre a la casa, pero ha cerrado partes del segundo piso al público.

## Origen del nombre
El nombre galés de la casa es hoy en día "Tŷ Tredegar", pero esto no es auténtico y obviamente es una traducción de "Tredegar House". Históricamente, el nombre es simplemente "Tredegar", o para citar una forma anterior (1550) "Tredegyr" (la forma Tredegar muestra la influencia del dialecto galés gwentiano local). Una forma más acorde con la práctica de denominación galesa, en lugar de tŷ, sería Plas Tredegar o Plas Tredegyr, pero tampoco parece que se haya utilizado nunca.